# Convenția de la Pretoria
Convenția de la Pretoria a fost tratatul de pace care a încheiat Primul Război al Burilor (16 decembrie 1880 – 23 martie 1881) între burii din Transvaal și Imperiul Britanic. Războiul a izbucnit din cauza revoltei burilor din Transvaal împotriva autorității britanice, iar tratatul a reprezentat o victorie simbolică pentru aceștia, care reușiseră să respingă forțele britanice. Tratatul a fost semnat la Pretoria pe 3 august 1881, dar a fost supus ratificării de către Volksraad în termen de trei luni de la data semnării. Deși Volksraad a ridicat inițial obiecții față de unele dintre clauzele tratatului, acesta a fost în cele din urmă ratificat, după ce Imperiul Britanic a refuzat orice alte concesii sau modificări.
Deși burii au obținut autonomia internă, tratatul a confirmat suzeranitatea nominală a Marii Britanii asupra Transvaalului, ceea ce a menținut o tensiune continuă între cele două părți.
Pregătirea britanică pentru Convenția de la Pretoria din 1881 a avut loc la Newcastle, în provincia KwaZulu-Natal.
Prin acest acord, Republica Sud-Africană a recăpătat autoguvernarea sub suzeranitatea nominală britanică, iar burii au obținut control asupra afacerilor interne, dar fără a renunța la statutul de protejat al Imperiului Britanic.
Convenția de la Pretoria a fost înlocuită în 1884 de Convenția de la Londra, care a acordat Republicii Sud-Africane o autonomie mai mare, dar a consolidat și mai mult influența britanică asupra regiunii.

## Context
Până la bătălia de la Majuba, guvernele Republicii Sud-Africane și ale Marii Britanii erau în legătură, președintele Brand al Statului Liber Orange având rolul de intermediar. Bătălia de la Majuba, care a avut loc pe 27 februarie 1881, a fost o înfrângere semnificativă pentru forțele britanice, influențând considerabil negocierile de pace și creând premisele pentru încheierea tratatului de la Pretoria.